# Paternity Leave (phim)
Paternity Leave là một bộ phim hài kịch lãng mạn năm 2015 của đạo diễn Matt Riddlehoover và với các diễn viên chính là Jacob York, Charlie David, và Chris Salvatore. Giai đoạn quay phim chính của bộ phim bắt đầu vào ngày 1 tháng 9 năm 2014 ở Nashville, Tennessee. Phim đã ra mắt tại Liên hoan phim Nashville vào ngày 19 tháng 4 năm 2015.

## Nội dung
Một người đàn ông phát hiện ra rằng anh ta đang mang thai em bé của bạn đời. Bất ngờ bởi tin tức đó, mối quan hệ của họ gặp rắc rối, lúc thì khó khăn và lúc thì vui nhộn.